# گونو
گونو (انگلیسی: Gonow) شرکت خودروسازی چینی است، که در سال ۲۰۰۳ تأسیس شد.